# Tranquilino Valdés
Tranquilino Valdés (fechas desconocidas) fue un comerciante y político cubano del siglo XIX, diputado por Las Villas a la Asamblea de Guáimaro.

## Biografía
Nació en "La Esperanza", un poblado cercano al municipio de Santa Clara, en fecha desconocida. Fue comerciante y se destacó por su honradez en los negocios, razón por la cual, siempre resultó del agrado de sus conciudadanos para ser electo a cargos públicos.
A finales de 1868 se unió a la Junta Revolucionaria de Las Villas. El 5 de enero de 1869 es sorprendida la conspiración organizada por Tranquilino y uno de los sargentos del Batallón de Infantería "Isabel II". Dicha conspiración trataba de asaltar al batallón que asistiría en formación a las fiestas de víspera del Día de Reyes, para iniciar la sublevación y tomar Trinidad. Tranquilino es avisado y huye a la manigua.
Un mes después, se sublevó junto a los demás miembros de la junta el 6 de febrero de 1869. Fue delegado por Las Villas a la Asamblea de Guáimaro y miembro de la Cámara de Representantes allí constituida.

## Muerte
Enfermo y débil, Tranquilino Valdés fue capturado, torturado y finalmente descuartizado por una guerrilla española en Iguará, en la región de Sancti Spíritus, en fecha desconocida, probablemente en algún momento entre 1870 y 1872.